# Fran Lukarević
Fran Lukarević Burina (1541. − 1598.) je bio hrvatski renesansni pjesnik i prevoditelj iz Dubrovnika. Iz plemićke je obitelji Lukarevića.
Pisao je na hrvatskom i talijanskom. Sačuvane su mu samo četiri pjesme koje su prijevod tragedije Girolama Zoppija i Guarinija.